# 警察署

警察署（けいさつしょ）とは、地域の警察の本部や事務所（所轄署）のこと。警察符牒ではPS（ぴーえす）と略称されることがある。
| ニューヨーク・マンハッタン、ヴァリック・ストリートにあるニューヨーク市警察第4分署 |  | チリ南部のパタゴニアの警察署。 |
| ニューヨーク・マンハッタン、ヴァリック・ストリートにあるニューヨーク市警察第4分署 |  | チリ南部のパタゴニアの警察署。 |

| インドの警察署の例。 |  | クウェートの警察署の例。 |
| インドの警察署の例。 |  | クウェートの警察署の例。 |

## アメリカ合衆国

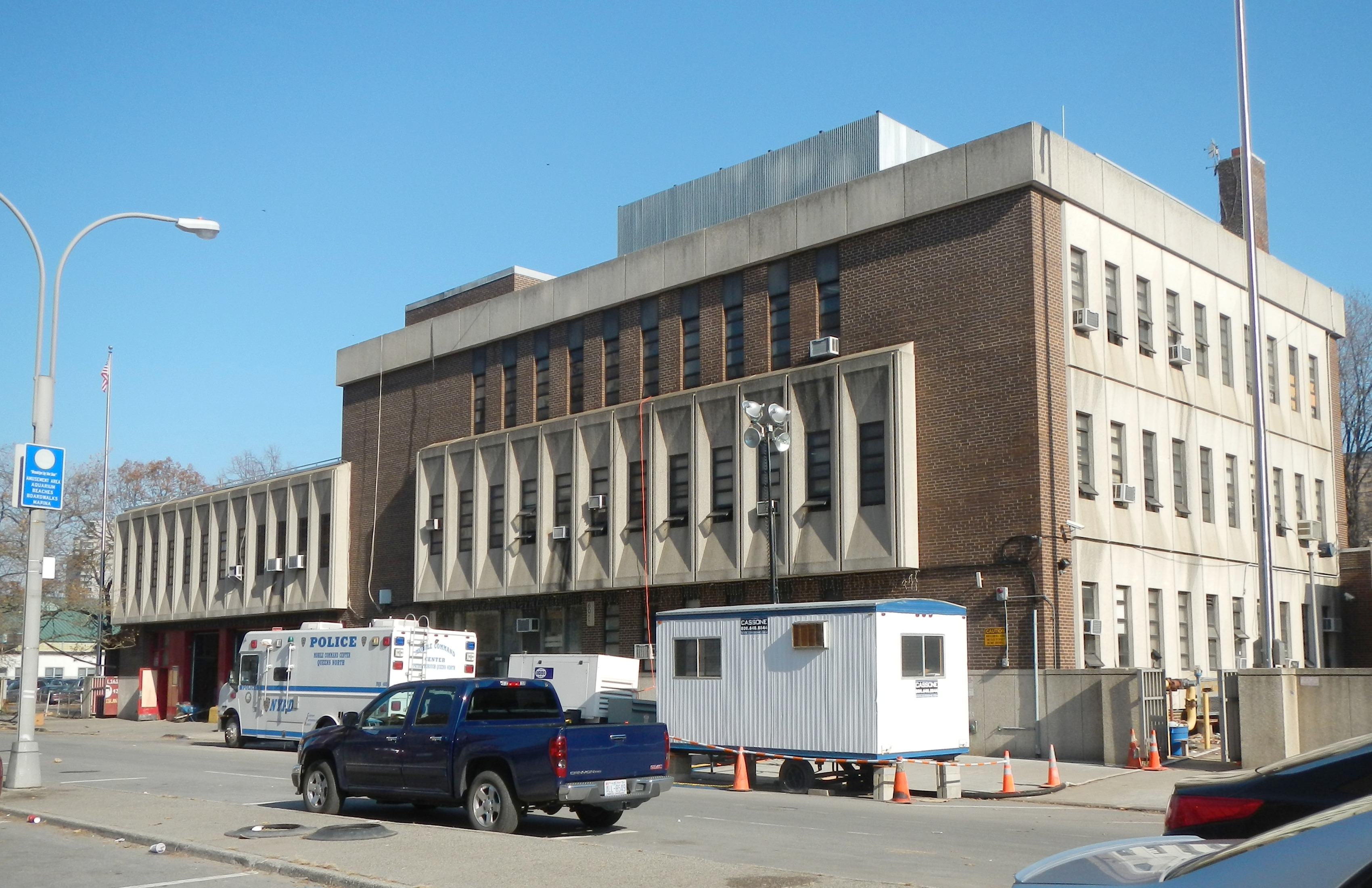
ニューヨーク・マンハッタン、8丁目西のニューヨーク市警察第60分署

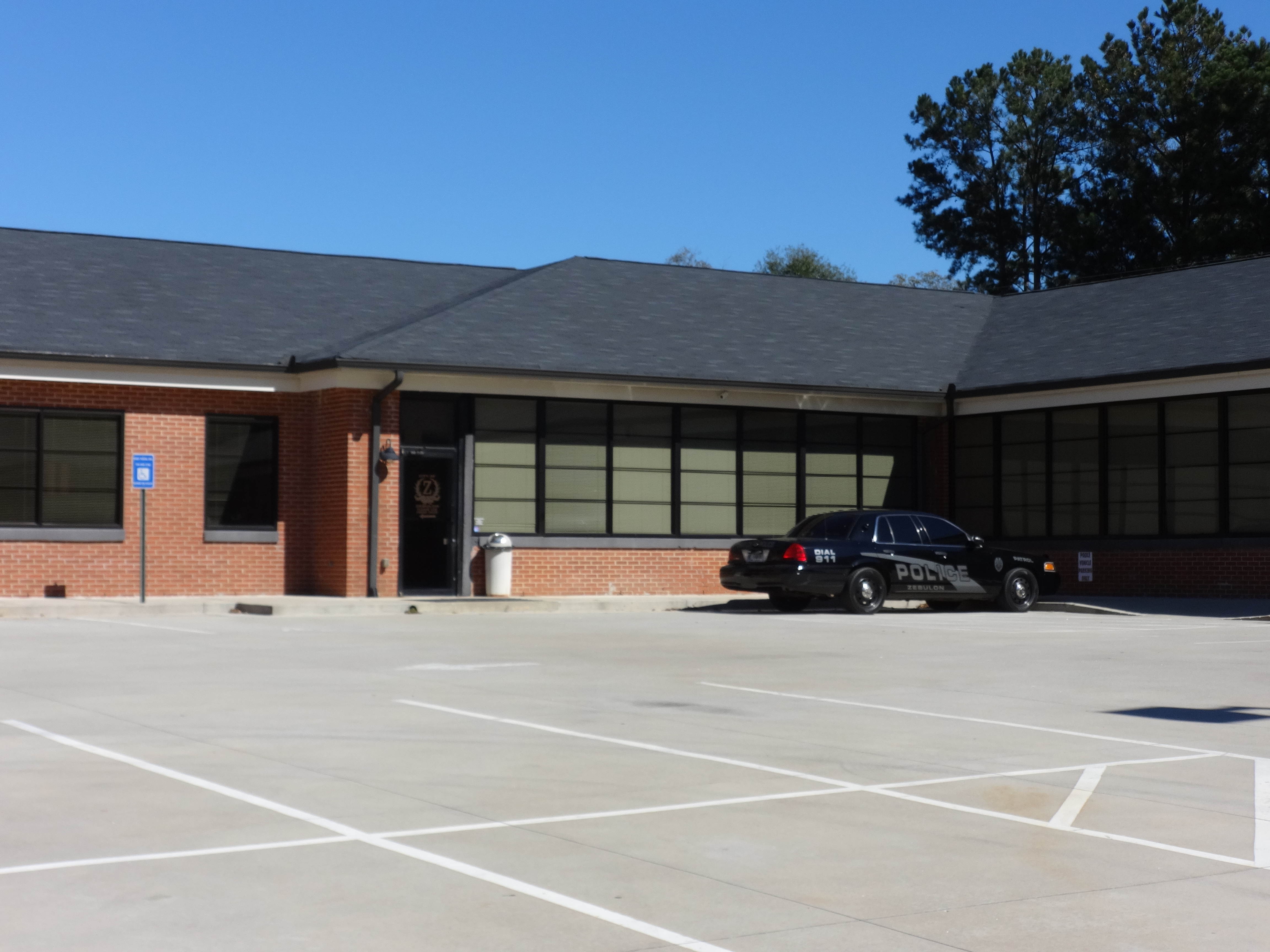
ジョージア州 Zebulonの警察署

アメリカ合衆国においては連邦、州、郡、市町村、公営企業および民間の企業・団体などさまざまな組織が独自に警察または保安官を設置しており、そのために警察署のあり方も多様である。小さい警察機関ともなれば要員は数人であり、本部に相当するものが唯一の所轄署となる。一方で全米最大のニューヨーク市警察(NYPD)は警察官だけで3万6000人を擁しており、邦訳では「分署」と呼ばれるprecinct(所轄署)を市内に100以上配置している。どの程度の警察署を配置するかは各機関の編成、管轄面積、管轄内人口、警察官数、予算規模などによって変わる。 

### 州警察
一般的に州警察と訳される州の警察機関の任務は、州下に設置されている自治体及び各企業・団体の警察または保安官に対する捜査支援、州内における広域捜査、州知事および州政府機関の警備、公安活動、州道および州間自動車道における交通取締りや沿線も含む治安維持である。カリフォルニア州はカリフォルニア・ハイウェイパトロールが上記の機能を概ね単独で担っている（1995年までは州警察が別に存在した）が、ノースカロライナ州のように専門毎に分かれる場合もある。 
州によっては司法省に捜査局（State Bureau of Investigation）を置き、複数の郡市町村に跨る・地方自治体単独では対応困難な・重犯罪の捜査を行っている。 
このうち、警察署に相当する部署を設置しているのは交通警察部門である。州警察交通部門は州内を幾つかの方面にわけ、各方面に一箇所以上の警察署を配置し、管轄毎に道路での取締りや沿線での治安維持を行っている。

### 郡保安官・郡警察
郡保安官または郡警察(以下、郡機関)の任務は、郡内において州が定めた法執行権を行使し郡内の治安を守ること、郡下自治体の捜査活動を支援することなどである。そのために郡機関は警察、矯正、廷吏などの権限を持つことがあるが、ここでは警察部門に限って記述する。 
郡機関の管轄は、郡下の市町村おのび企業・団体が独自の警察を有しているかどうかで変わる。市町村や企業団体が独自の警察を有し、また所定の管轄となる地区を持っている場合、そこは少なくとも平時においては郡機関の活動範囲からは外れる。合同捜査や大事件発生時に共同で任務に当たることはある。 
例えばロサンゼルス郡保安局の管轄はロサンゼルス郡全域だが、通常の警察活動を行う範囲は、独自の警察を持つロサンゼルス市、ビバリーヒルズ市、ロングビーチ市などを除いた範囲である。またロサンゼルス国際空港などロサンゼルス市空港公団の管理物件においては同公団のロサンゼルス空港警察が所管しており、こういった場所もまた通常は保安官の活動範囲ではない。一方でロサンゼルス郡都市圏交通局が運営する鉄道は保安官の管轄であるため、先述の市内であっても鉄道敷地内における警察権を第一義に有しているのは保安官である。郡機関はこういった各郡における事情や管轄を踏まえ、必要であれば郡内に本部(保安官事務所)以外の警察署を配置する。 
全米全体で見ると、郡機関の組織は規模の大小の差が大きい。先述のロサンゼルス郡保安局の地域警察部門は4方面・21署が設置されており、これは保安官の組織としては全米最大で、全ての警察機関でも3位または4位の規模を誇る。ロサンゼルス郡が含まれるロサンゼルス大都市圏は全米2位、世界でも有数の大都市圏であり、人員も保安官代理(警察官・刑務官などに相当)がおよそ1万人と大規模であるため。一方で保安官が2〜3人程度の保安官代理を雇用し運営している場合も多い。こういった小規模の郡機関が複数の警察署を持つことはなく、本部である保安官事務所で全ての機能を賄っている。

### 市警察
市警察は市が設置する警察であり、管轄は設置主体である市の全域となる。ただし、市内の企業・団体が独自の警察と管轄地区を持っている場合、その地区は平時においては市警察の活動範囲からは外れる。 
市警察もまた規模の大小の差が大きい組織である。人口10万〜15万人程度の市と、1000万人近い市では予算やそれに伴う組織大小の差、必要な警察官数が変わるため。よって警察本部が唯一の警察署となる場合もあれば、先述のNYPDのように100以上の警察署を持つ機関もある。各市の事情を踏まえて、必要とされるだけの警察署を設置すると言う点は郡機関と同じ。 

### 企業・団体警察
企業・団体警察は、設置主体である企業や団体の管理物件における治安維持、特定分野における捜査などを任務としている。組織である以上は本部は設置されるものの、警察署を持つかどうかはその企業や団体における警察の運営方針及び規模によって変わる。 
一例としてMTA警察を挙げる。MTA警察の任務は、MTAグループに属する鉄道および自動車道における治安維持や交通取締りである。MTAの路線は州をまたがって広がっているため、必然的に複数の警察署を設置する必要がある。

## イギリス

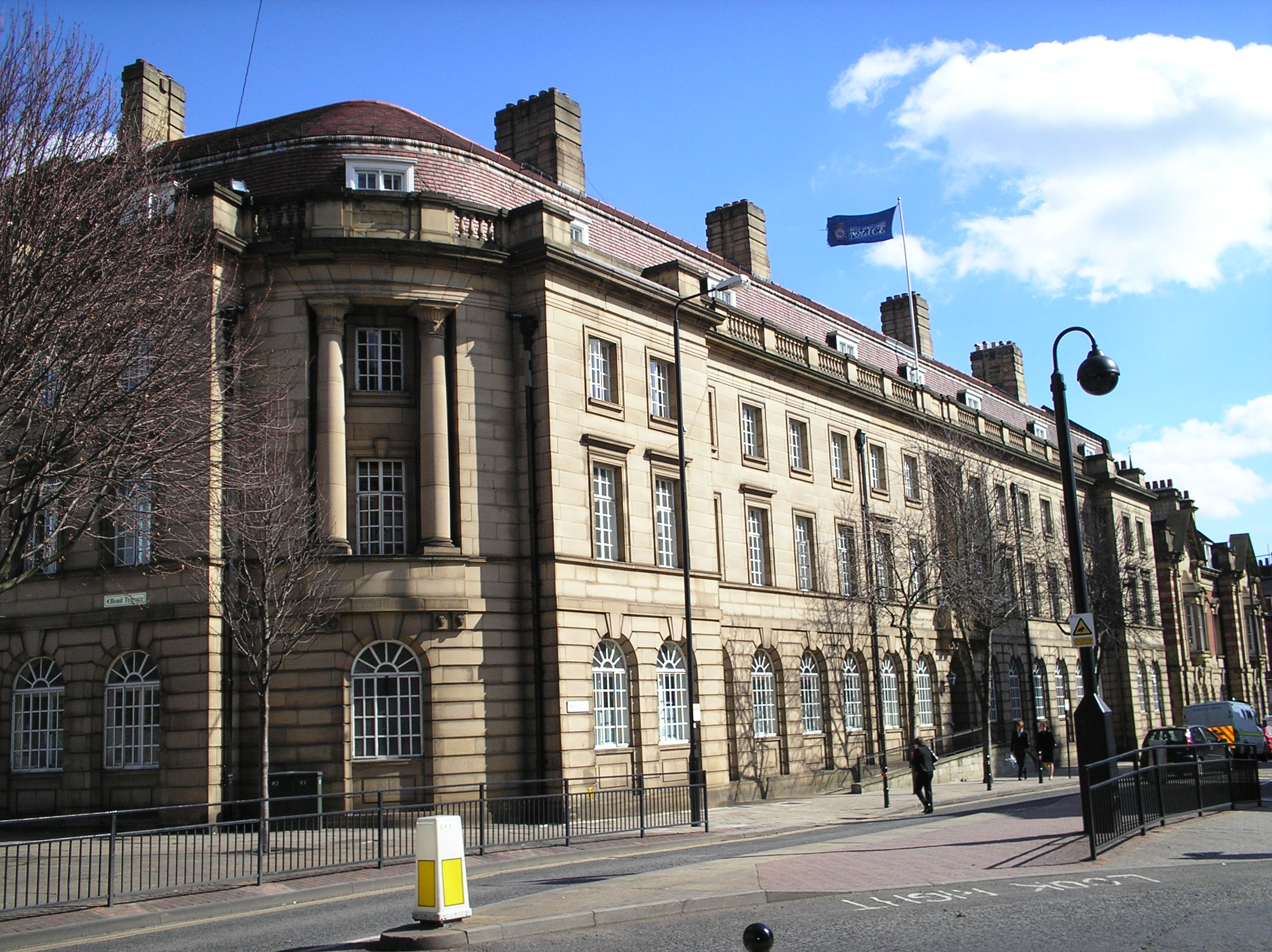
イギリスの市街地の警察署の例。WakefieldのWood Streetの警察署。

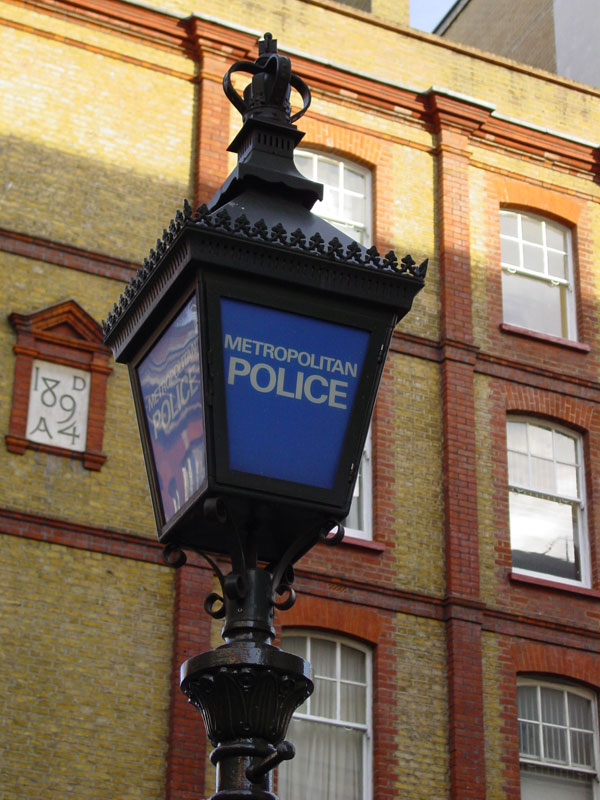
イギリスの警察署の標識。ロンドン警視庁チャリング・クロス分署

かつてイギリスのイングランドでは、村単位で、「police house」が置かれていた。規模は様々で、小さな村になると制服のconstableは1名だけ、というものもあった。そうしたpolice houseを複数統括する形で、制服のseageantが置かれ、その組織・施設は「sergeant's station」と呼ばれた。大きな街には警察官が多数置かれた警察署が置かれ、その長としてinspectorやsuperintendentが置かれ、「sub-divisional station」「ivisional station」などと呼ばれた。 
スコットランド警察ではしばしば「police office」と呼ばれている。 

## 日本

日本の地図記号(警察署)

日本の地図記号(交番)

日本では警察法第53条を根拠に設置されている。内部の組織を指すと同時に、庁舎そのものも指す語である。2023年4月1日現在、1,150の警察署が設置されている。 
近年では、一部の都市部においては人口増加により署が新設される一方、地方では市町村合併に伴う管轄の変更や署名の変更、さらには統合により署を廃止し「幹部交番」への降格が行われる署もある。なお、設置数は警視庁（東京都）が最大（102署）で、最小は鳥取県警察（9署）である。警視庁の数が最大である理由は単に東京都の人口が多いだけではなく、日本の首都あるいは国際都市として、多数かつ複雑な犯罪が起きるためである。そのため、上記のように署数だけではなく、警察署の組織においても組織犯罪対策課が置かれるなど犯罪への対策が強化されている。 

### 規定・定義
都道府県の区域を分かち、その各地域を管轄する警察署を置くと定められている。警察署の名称、位置及び管轄区域は、警察法施行令第5条で定める基準に従い、都道府県の条例で定められる。警察署には警察署長が置かれ、警察署長は都道府県警察の長、方面本部長、市警察部長等の指揮・監督を受け、その管轄区域内における警察の事務を処理し、所属の警察職員を指揮監督する。警察署の下部機構として、交番・派出所・駐在所を置くことができる。（警察法第53条） 
- 通常、警察署は1または複数の市町村を管轄するように置かれるが、特別区や政令指定都市、中核市など人口・面積の大きい市区では、1市区内に複数の警察署を置く場合も多い。また、市の一部と周辺市町村というように、行政区画と一致しない場合もある。
- 原則として警察署の課長のうち、実際に捜査活動を行う部署（概ね警務課・会計課以外の課）の長は警部以上の階級者でなければならない。これは逮捕状の請求を各課の権限で行うことができるようにするためであり（刑事訴訟法第199条第2項）、そうでなければ各課による捜査活動に支障が生じるからである。大規模な警察署の主要な課長には警視が就く場合もあるが、ほとんどの課長は警部である。警務課・会計課などの場合は、警部相当の職階にある事務吏員を課長とする場合もある。
- 署長の階級は警視正または警視の階級にある警察官でなければならないとする旨が、一般に都道府県の条例・都道府県公安委員会の規則で規定されている。概ね大規模・主要な警察署の場合は警視正、それ以外の警察署の場合は警視が充てられる。
- 人事に関しては、署に属する警察官のうち地方公務員である警視階級者までならば、署長に裁量権が委ねられている。

### 庁舎

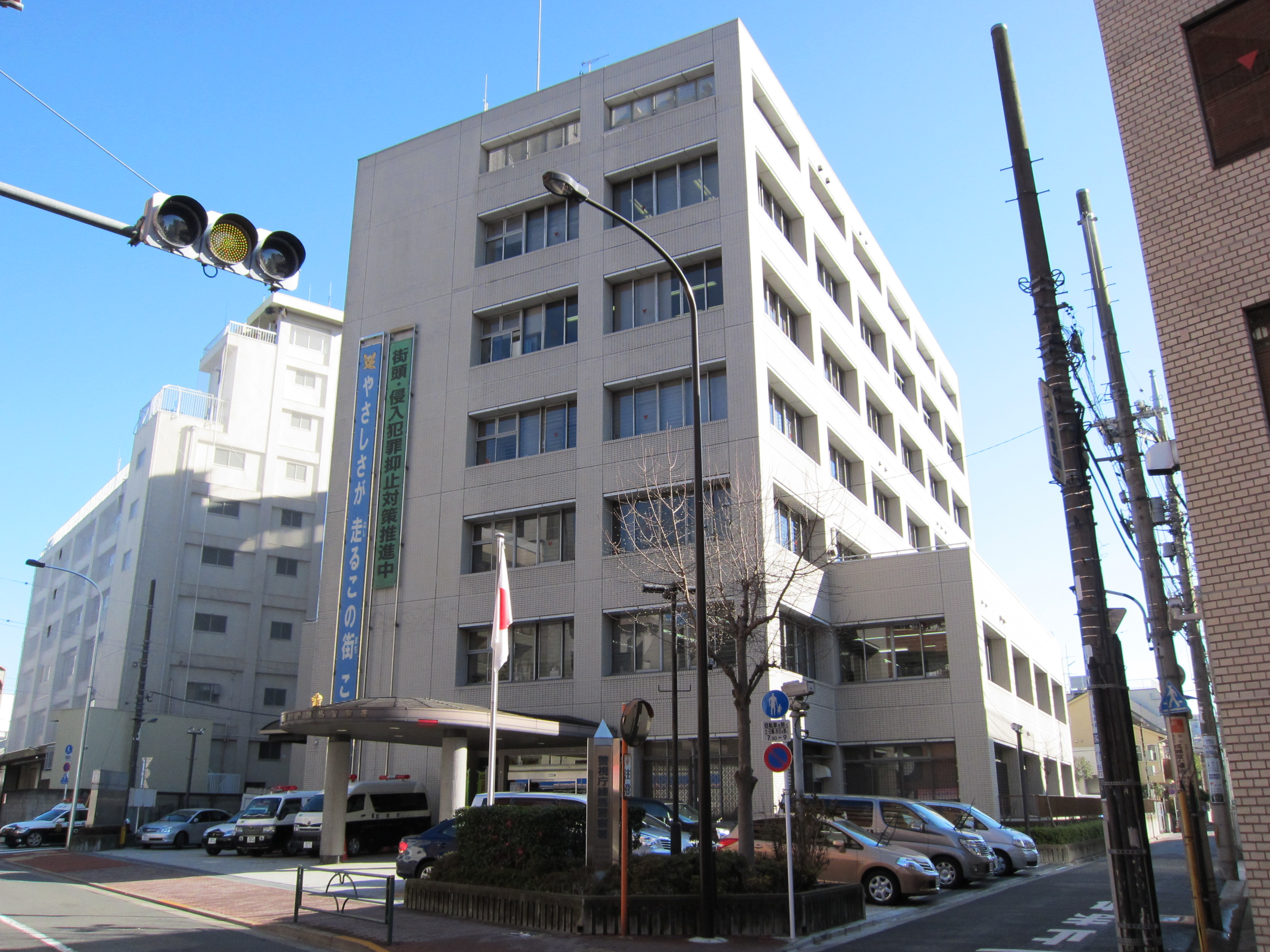
練馬警察署の庁舎外観

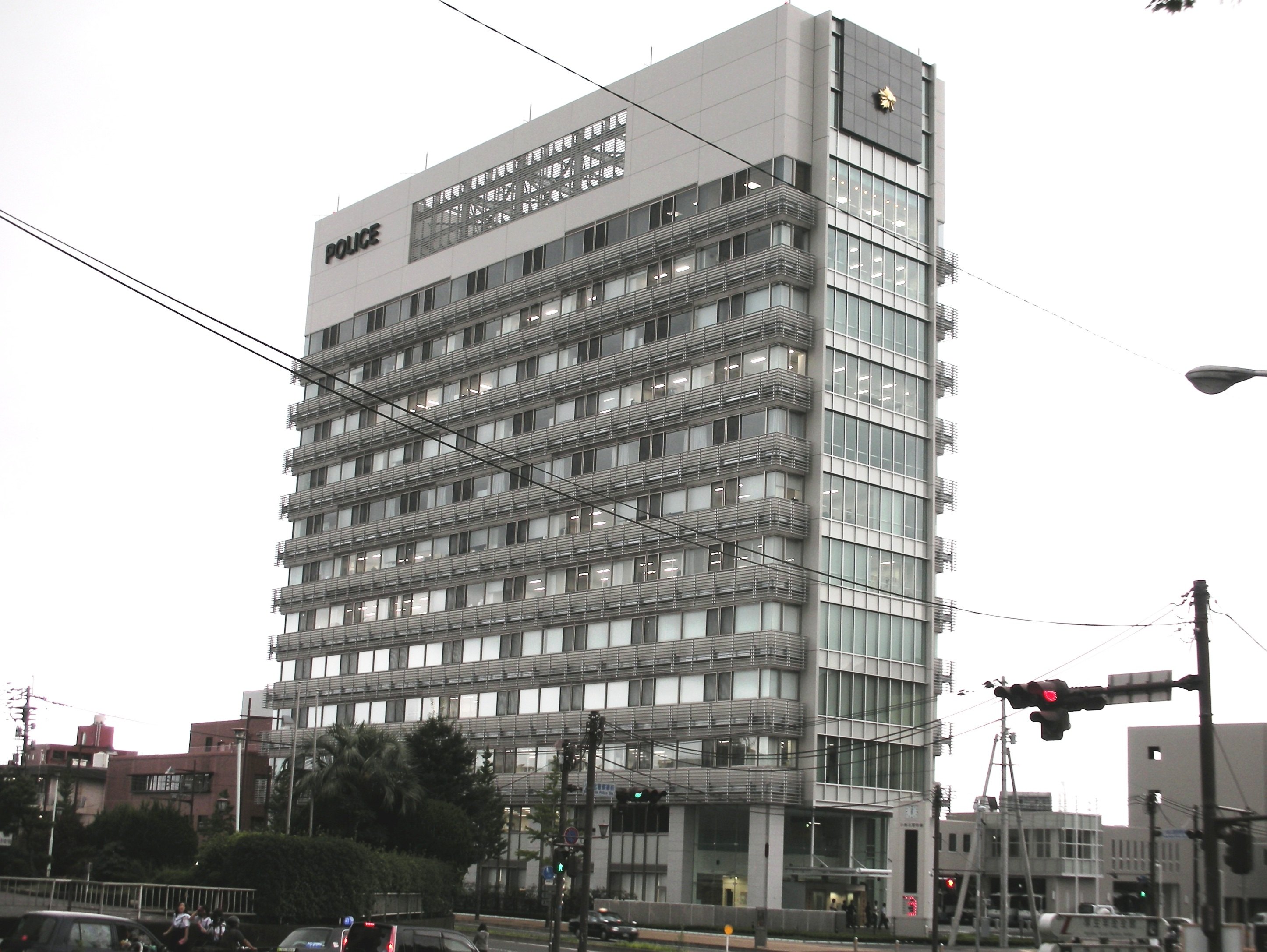
小倉北警察署の庁舎外観

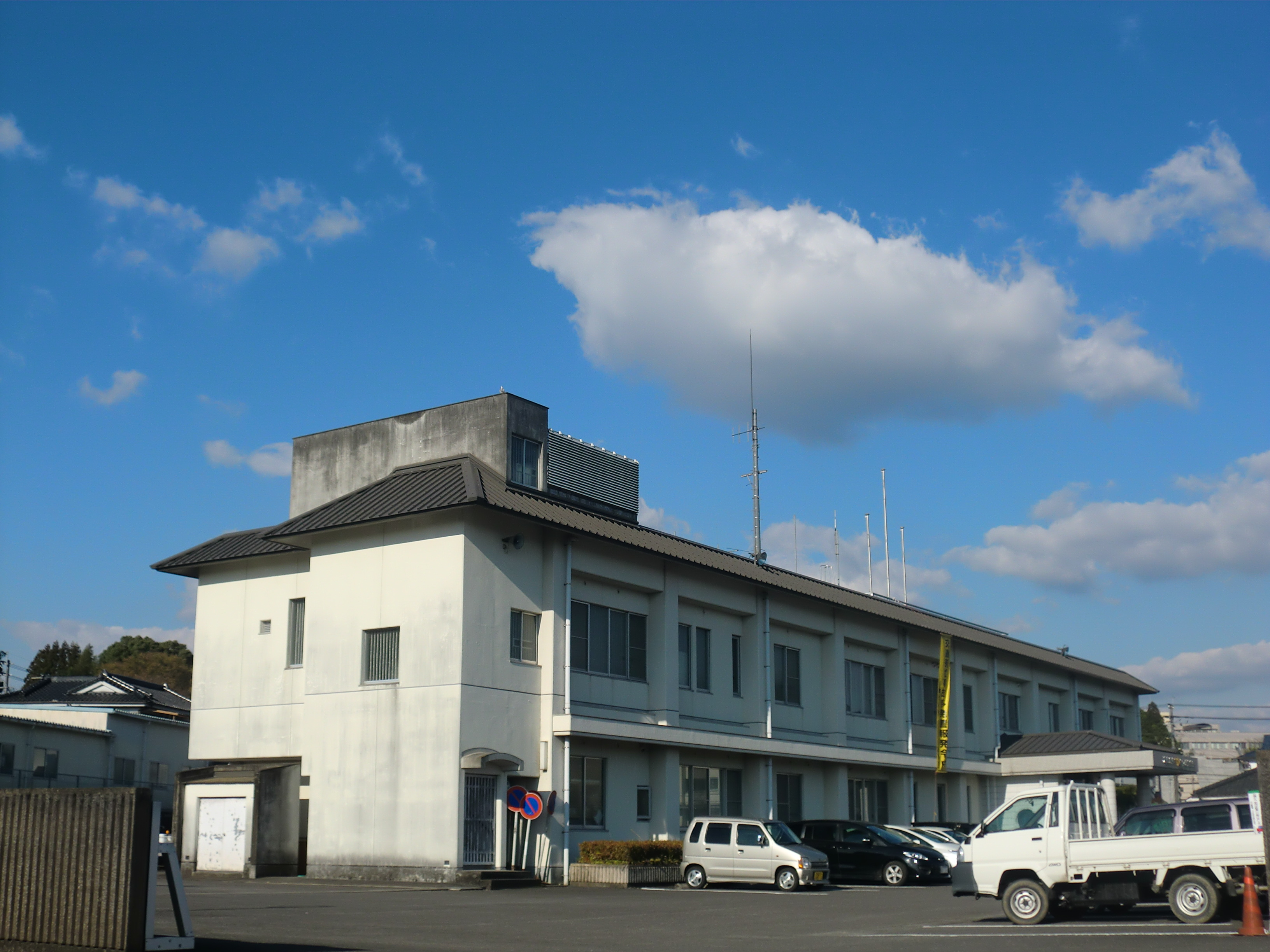
さつま警察署の庁舎外観

警察署の庁舎は、知事部局との調整、予算折衝に基づき都道府県警察本部が設置する。庁舎の建設発注も警察本部が行う。 
また、庁舎の建て増しや建て直しなども計画的に行われている。老朽化も一因であるが、阪神・淡路大震災に鑑み、警察署や消防署など防災拠点が倒壊した事例により、耐震性を高める附帯工事が必要になったからである。耐震性を高めるにも予算的に新築の方が安く上がれば、新築する例も多い。
一般的な警察署には留置場や道場、講堂、取調室、駐車場、拳銃保管庫、霊安室などが設置されている。また、一部の警察署には射撃場などが設置されているところもある。 
また道場は一般市民に開放される場合があり、現役警察官が非番の日を利用して、少年犯罪予防と心身の健全な育成を図るべく、柔道・剣道・空手などの各種武道教室を地元の子供達向けに開催する事もある。さらに家宅捜索で押収した証拠品・盗品が並べられる場所も警察署の道場で、報道陣に公開されることも多い。 
なお日本の警察署は、道路使用許可や運転免許関連の手続きなどで一般市民も出入りする事が多いが、しばしば護送中の被疑者や、警察官職務執行法などにより保護した者・同行させた者も表玄関から出入りさせることがあり、一般市民の目に触れる場合がある。また、警察署自体は24時間署員が勤務しているが各種手続きは受付時間が限定されていることもあり（他の官公署同様、午前8時半から午後5時までとなっている）、また市街地にある署では来訪者のための駐車場も併設されていない場合もあるので、事前に訪問する署に電話などで確認すると良い。
2000年代以降に建設された警視庁の庁舎などでは、独身寮を併設しているケースがある。 

### 警察署長
権限
一地域での警察の権限を行使する警察署の最高責任者なので、所属長としての一般的な監督権限のほか、法令により各種の権限が与えられる。 
- 主な権限 
  - 消防法の規定に基づき大規模なガス、火薬又は危険物の漏洩、飛散又は流出等の事故が起きた場合において現場に消防吏員、消防団員が居ない時は警察署長の指揮により火災警戒区域を設定することができる（消防法第23条の2第2項）。
  - 死体を解剖した者は、その死体について犯罪と関係のある異状があると認めたときは、二十四時間以内に、解剖をした地の警察署長に届け出なければならない。（死体解剖保存法 第11条）
  - 警察署管轄区域内における警察の事務処理・所属警察職員の指揮監督（人事裁量・庁舎管理など）（警察法第53条第3項）
  - 管内の交通規制のうち、道路標識により1か月を越えない期間行なわれる一定範囲のもの（道路交通法第5条第1項、道路交通法施行令第3条の2）
  - 管内の道路使用許可（道路交通法第77条）
  - 自動車の保管場所の確保等に関する法律に関する事務の処理（自動車の保管場所証明書の交付（同法第3条）、保管場所標章の交付（同法第6条）等）
  - 児童福祉法に基づく児童相談所との連携
  - ストーカー規制法に基づく処分、命令等
  - 風俗営業法に基づく風俗営業に係る営業所への立入検査 　
  - 司法警察員としての犯罪捜査（刑事訴訟法各条）。例えば、下記の通り。 
    - 逮捕状の請求、請求により発せられた逮捕状による被疑者の逮捕（同法第199条）
    - 逮捕された被疑者の留置（同法第203条）
    - 差押、捜索、検証、身体検査の令状の請求、発せられた令状の執行（同法第218条）
    - 検察官の指示に基づく変死者又は変死の疑いのある死体の検視（同法第229条）
    - 告訴・告発の受理（口頭で受けた場合は調書の作成）、それに基づく捜査、検察官への送致（同法第241～246条）

  - 遺失物法に基づく遺失物の売却処分

### 組織の構成
1960年代以降、順次課制になり、現在では警察署の規模によって「刑事生活安全課」、「刑事組織犯罪対策課」、「交通地域課」のように2つ以上の課が統合されていることもある。逆に「地域第二課」、「刑事第一課」のように2つ以上の課に分割しているところや課の一部または全部を置かず係のみ置く所もある。 
- 警務課 
各種受付、警察相談、留置管理、人事・厚生事務等、警察署の庶務一般[6]。

- 会計課 
拾得物受理・管理、給与事務、予算執行、庁舎管理、備品管理等[6]。小規模署では警務課の中に「会計係」として置かれている。交番等で受理した拾得物はこの会計課へ集約され、遺失物法に基づき返還への措置、保管等が行われる。
- 生活安全課 
防犯活動、行方不明者届、風俗営業、ストーカー事件・少年事件・環境事件・サイバー事件などの捜査[7]。かつては「防犯課」「保安課」と呼ばれていた。

- 地域課 
交番・駐在所、パトカーの運用、雑踏警備など[6]。かつては「外勤課」「警ら課」と呼ばれていた。規則により警察署によっては、地域課に警察署の所在地付近の区域を管轄する交番としての機能を持たせて、パトロールや巡回連絡などを行っている場合がある。これは「署所在地」と呼ばれ交番の一つとみなされる[8]。

- 刑事課

- 留置管理課 
留置場や勾留されている被疑者の身柄管理[6]。留置管理課がない警察署では人権問題上、警務課所属の「留置管理係」になっている事が多い[7]。
- 交通課

- 警備課 
共産党、過激派等の視察、テロ対策、密入国事犯、警衛・警護、災害対策、雑踏警備など[6]。

- 組織犯罪対策課 
銃器・薬物捜査（かつては生活安全課の担当）、暴力犯捜査（かつては刑事課の担当）など[6]。独立した課として置いている県は少なく、多くの県では刑事課の組織犯罪対策係として活動している[9]。

- 一部警察署には課長の上に刑事担当次長、地域・交通担当次長等、その他地域でも大規模警察署を中心に管理官として「刑事官」「交通官」「地域官」という職が存在する。これらの階級は警視である。複数の課がある部門の統括を行なう[注 2]。

### 日本の警察署の関連用語
- 交通安全協会
- 防犯連絡所
- 一日署長
- 警備派出所
- 警察署協議会

## フランス

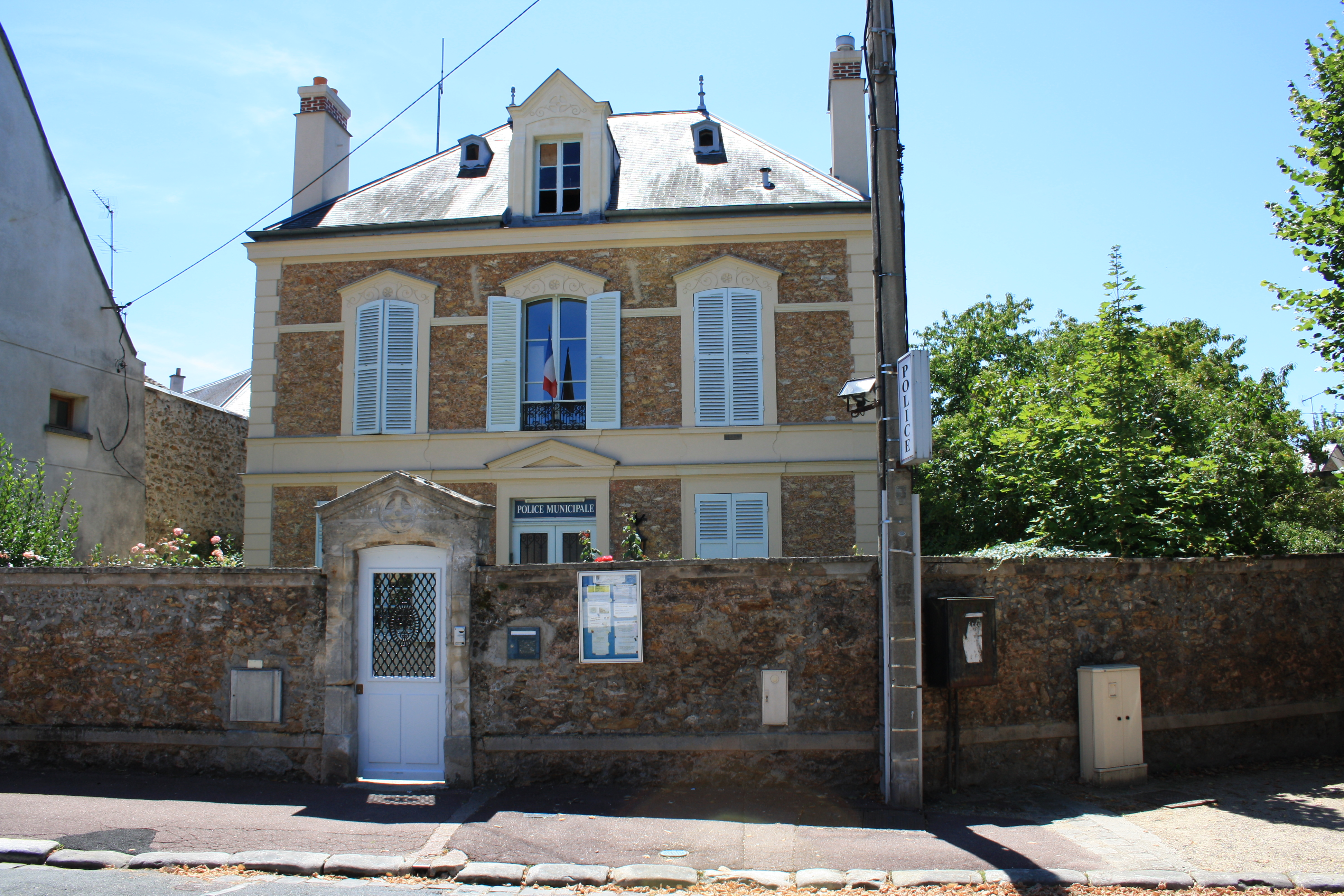
フランスの:fr:Soisy-sur-Seineの警察署

フランスでは「コミッサリア・ドゥ・ポリス」仏: commissariat de policeと呼ばれている。各警察署にはcommissaire de policeが置かれ、指揮・監督を行っている。